# Nightshot

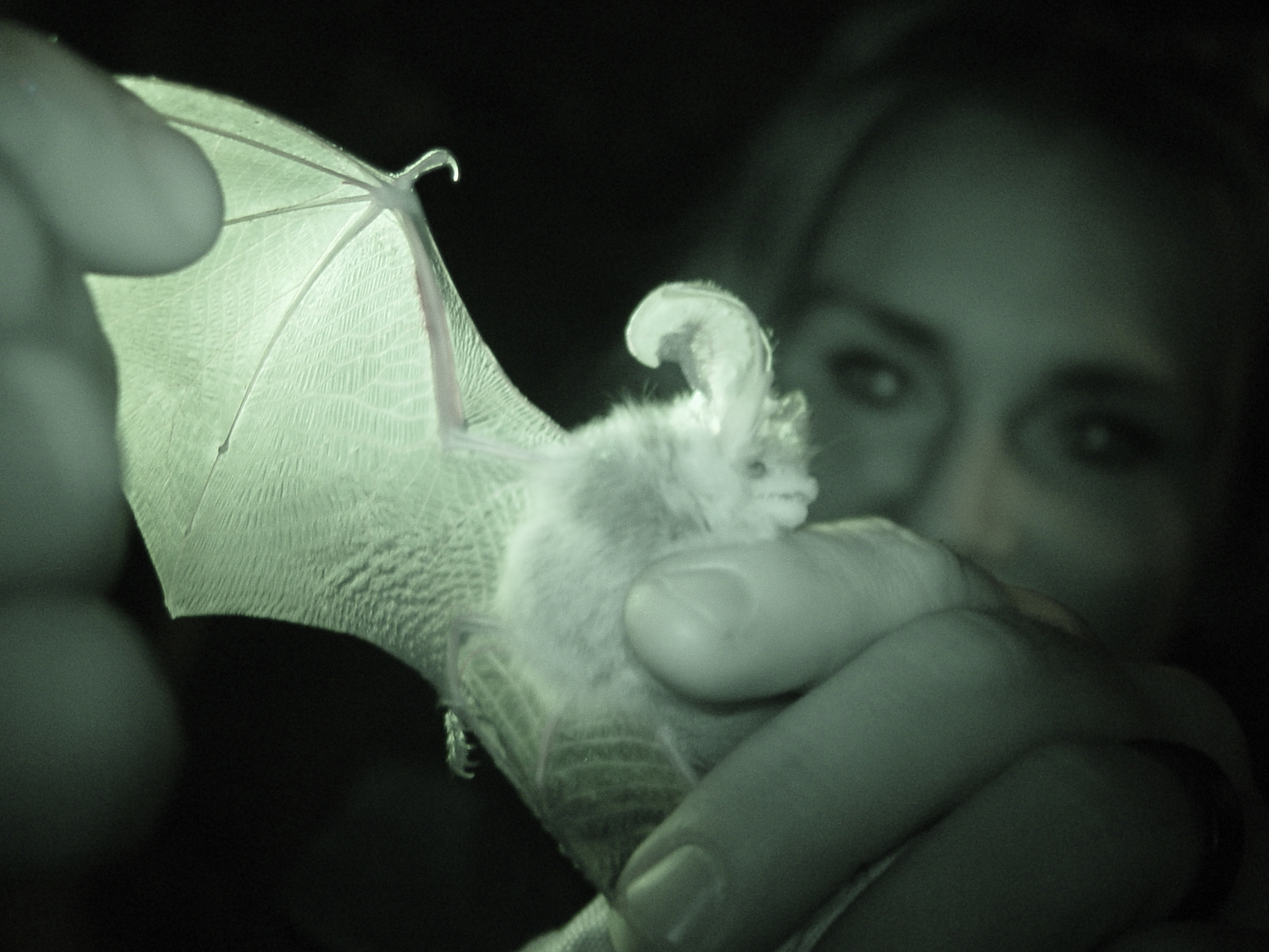
Aufnahme einer Fledermaus mit Sony Nightshot Modus mit charakteristischem Grünstich. Die Blutgefäße der Flügelhaut sind als Netz sichtbar.

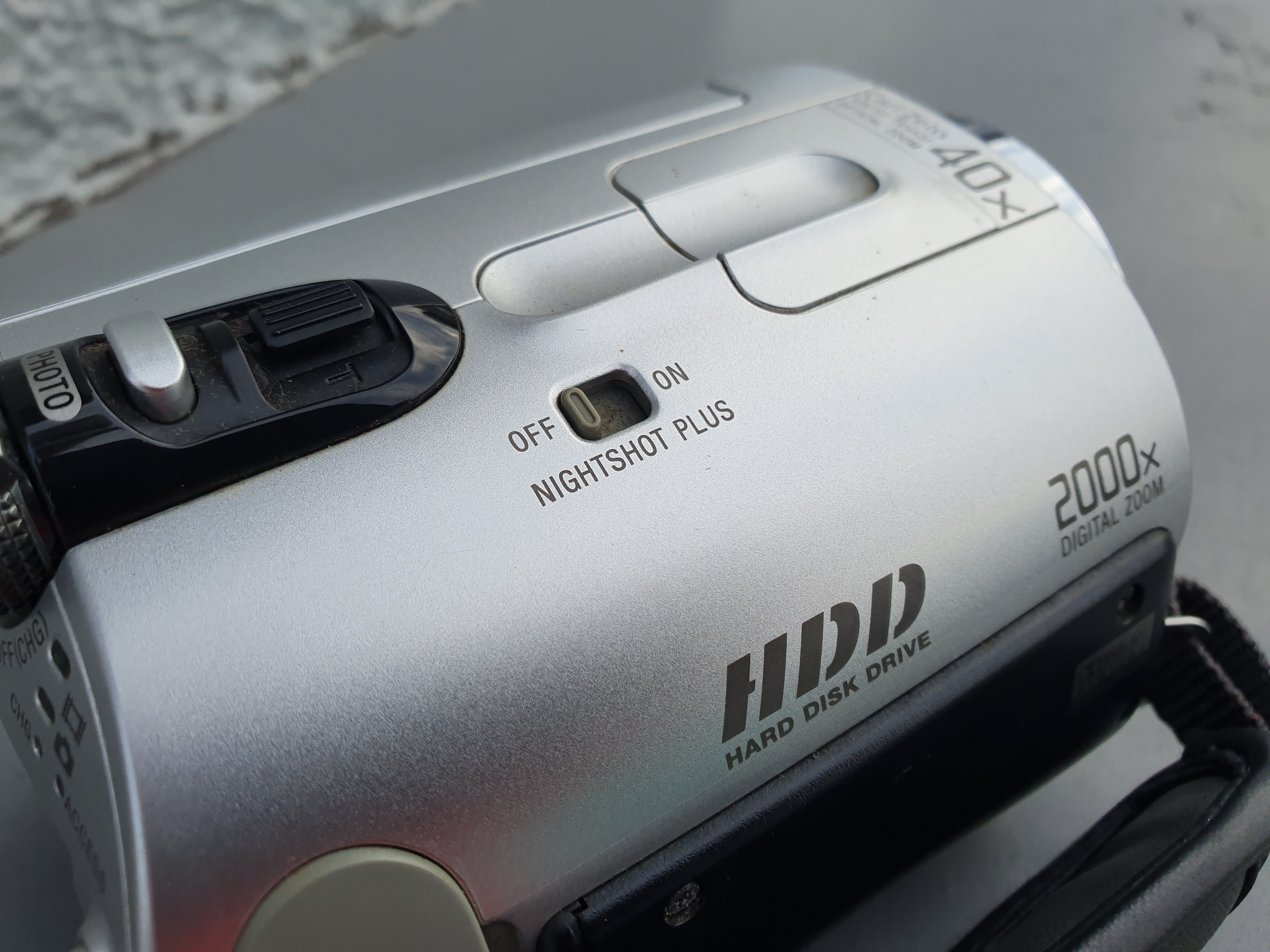
Sony Kamera mit Nightshot Plus Kippschalter

Nightshot ist ein von Sony eingeführtes Verfahren, das Aufnahmen mit Foto- und Videokameras bei Dunkelheit ermöglicht.
Die Empfindlichkeit von Kameras geht über das für Menschen sichtbare Lichtspektrum hinaus. Damit dies nicht zu Farbverfälschungen der aufgenommenen Bilder führt, verfügen Kameras oft über Infrarot-Sperrfilter. Bei Nightshot-Kameras kann dieser Filter mechanisch weggeklappt werden, so dass die Gesamtmenge des einfallenden Lichts größer wird. Weiterhin werden die Farben nicht einzeln aufgenommen, sondern zu einem Schwarzweißbild summiert (das jedoch als Grün-Schwarz-Bild aufgezeichnet wird), die Blende maximal geöffnet und die Belichtungszeit auf den maximalen Wert von 1/50 (PAL) bzw. 1/60 (NTSC) Sekunden erhöht. Außerdem ist es möglich, mehrere aufeinanderfolgende Bilder zu kombinieren, um die Lichtausbeute weiter zu erhöhen, dabei kommt es aber zu starken Nachzieheffekten.
Das Prinzip basiert darauf, dass überall, wo eine Lichtquelle (Kerze, Glühlampe, …) existiert, diese auch Infrarot-Licht abgibt. Wenn in einer Situation der sichtbare Anteil des Lichts nicht mehr genügt, kann der Infrarot-Anteil diesen Mangel bis zu einem gewissen Grad ausgleichen. Ein eingebauter IR-Strahler (Reichweite ca. drei Meter, erweiterbar durch externe Strahler) sorgt dafür, dass Nightshot-Aufnahmen selbst in lichtlosen Räumen möglich sind. Im Gegensatz zu hochwertigen Nachtsichtgeräten verfügt der Nightshotmodus über keine nennenswerte Lichtverstärkung. Auch können im Gegensatz zu Wärmebildkameras die von jedem Gegenstand ausgehenden Infrarot-Strahlen nicht aufgezeichnet werden.
Nightshot wird auch von Voyeuren verwendet, da manche Oberflächen (Stoffe, Kunststoff-Folien) im sichtbaren Bereich undurchsichtig, im Infrarot-Bereich aber transparent sind. Um ein Überstrahlen der sichtbaren Farbe des Gegenstandes zu verhindern, wird ebenfalls ein Infrarot-Filter verwendet. Im Unterschied zum oben erwähnten Filter handelt es sich hier aber nicht um einen Filter, das sichtbares Licht passieren lässt und Infrarot-Strahlung blockiert, sondern um einen Filter, der nur diese durchlässt.
Sony unterscheidet zwischen Nightshot, Nightshot Plus, Super Nightshot und Super Nightshot Plus. Nightshot Plus kommt ohne das gewöhnungsbedürftige Grün im Bild aus, Super Nightshot zeichnet sich gegenüber dem Standard-Nightshot durch höhere Empfindlichkeit aus.

## Sonstiges
Manche Kameras haben ab Werk keinen Infrarot-Sperrfilter: z. B. Überwachungskameras oder eine Variante der Raspberry-Pi-Kamera ("NoIR").
Bei diesen wirkt sich das Infrarotlicht störend auf die Farbwiedergabe (falls vorhanden) aus.